# Ischalia chinensis
Ischalia chinensis is een keversoort uit de familie Ischaliidae. De wetenschappelijke naam van de soort is voor het eerst geldig gepubliceerd in 1976 door Young.